# Eugalta shaanxiensis
Eugalta shaanxiensis är en stekelart som beskrevs av He 1996. Eugalta shaanxiensis ingår i släktet Eugalta och familjen brokparasitsteklar. Inga underarter finns listade i Catalogue of Life.